# Río San Simón
El río San Simón es un curso de agua, un brazo del río Iténez que se adentra en territorio boliviano, donde es denominado así,  forma la isla homónima y tiene una longitud de 61 kilómetros.